# Luciano Bebê
Luciano Bebê, pseudonimo di Luciano Lima da Silva (Riachão do Jacuípe, 11 marzo 1981), è un ex calciatore brasiliano, di ruolo centrocampista.